# Laura Bourgouin
Pour les articles homonymes, voir Bourgouin.
Laura Bourgouin, née le 17 septembre 1992 au Mans, est une footballeuse française. Elle évolue au poste d'attaquante ou de milieu de terrain offensive à l'Olympique de Marseille en Seconde Ligue.

## Biographie

### Carrière en club

#### Une formation en Sarthe (1999-2006)
C'est à l'âge de 7 ans que Laura Bourgouin prend sa première licence dans un club de football. Son club formateur est celui de sa ville natale : le club féminin de l'US Le Mans, qu'elle ne quittera plus pendant 14 ans. En 2002, l'US Le Mans intègre ensuite le club professionnel masculin Le Mans Union Club 72, dont il devient la section féminine. Laura y continue sa formation et effectuera ses premiers pas dans l'équipe première de Division 2 féminine lors de la saison 2006-2007.

#### D'une débutante à une cadre du club manceau (2006-2013)
Laura Bourgouin n'a que 14 ans lorsqu'elle foule pour la première fois les pelouses du Championnat de Division 2 avec le club manceau. Elle participe à 7 matchs de son équipe en Division 2, puis 10 la saison suivante (elle fera l'autre moitié de la saison avec l'équipe réserve en Division 3), inscrivant à chaque fois 3 buts avec l'équipe-fanion.
La saison 2008-2009 est une année exceptionnelle pour Laura et le club manceau. A 16 ans, elle inscrit 8 buts en Championnat, deuxième meilleur total de son équipe, et 1 en Coupe de France (Challenge de France), tandis que le club se classe à la 2e place du Groupe B - manquant de peu la montée en D1 - et effectue surtout un parcours extraordinaire en Coupe de France où il atteint la finale. C'est la première fois pour un club de Division 2. Laura participe à 6 matchs de cette épopée qui voit le club du Mans UC 72 éliminer 3 clubs de Division 1 et non des moindres : le FCF condéen (2-1), le Paris SG (1-1, tirs-au-but : 4-3) et le FCF Juvisy (1-0). Les Mancelles buteront finalement en finale, 3 buts à 1, face au Montpellier HSC, dauphin du Championnat de France de Division 1. Laura Bourgouin s'illustre lors de cette finale, effectuant la passe décisive pour la réduction du score mancelle.
Laura inscrit 7 buts la saison suivante. L'équipe termine l'année invaincue et est promue en Division 1 Nationale. Cette première expérience dans l'élite est difficile : le club, renommé entre-temps Le Mans FC comme la section masculine, termine à la 10e place et est relégué en Division 2 à cause d'une moins bonne différence de buts que le FF Yzeure. Quant à Laura, malgré 18 titularisations, elle reste muette devant les cages adverses et n'inscrit de buts qu'en Challenge National U19 et en Coupe de France.
De retour en Division 2 avec son club, Laura passe un palier lors des deux saisons suivantes : elle inscrit 15 buts en 2012 (4e meilleure buteuse du Groupe A), puis 17 buts en 2013 (2e meilleure buteuse du Groupe B, juste derrière Lauren Elwis de l'ASJ Soyaux-Charente). Cependant, Le Mans FC échoue par deux fois à retrouver l'élite (2e en 2012, puis 3e en 2013) tandis que la structure professionnelle du club vis des heures sombres avec de graves problèmes financiers.

#### Un nouveau chapitre au sein desBleues(2013- ~ )
Repérée par l'ASJ Soyaux-Charente, notamment lors de l'affrontement en Championnat de D2 entre les deux clubs où elle inscrit un but sur une reprise de volée, Laura Bourgouin est recrutée par le club historique charentais à l'intersaison pour sa remontée en Division 1 et quitte ainsi son club formateur après 14 années passées en son sein.
Elle s'intègre bien au collectif de Soyaux et réalise - comme le club - une très bonne première saison : elle termine, avec 8 buts, meilleure buteuse de son équipe en compagnie de Gwendoline Djebbar et réalise 4 passes décisives, deuxième meilleur total de l'ASJ Soyaux, derrière Anaïs Dumont (5 passes décisives). Le club, quant à lui, se classe à une bonne 6e place pour un promu, à 2 points de l'EA Guingamp, et atteint le stade des demi-finales de la Coupe de France (sorti à domicile par l'Olympique lyonnais, 3 buts à 0). Par ses qualités techniques et son abnégation sur le terrain, Laura Bourgouin est également tout de suite adoptée par le public sojaldicien qui la surnomme Boubou.
Sa vision du jeu et sa qualité de passe brillent encore un peu plus lors de la saison 2014-2015 dans laquelle elle rentre tambour battant ; à l'issue de la 8e journée du Championnat, elle se classe en tête des meilleures passeuses, devant la joueuse internationale allemande du Paris SG Fatmire Alushi, en ayant réalisé 8 passes décisives (et 1 but).

### Carrière internationale

#### En moins de 17 ans (2009)
Présélectionnée avec l’Équipe de France des moins de 17 ans, Laura Bourgouin ne participe finalement qu'à une seule rencontre de cette catégorie d'âge, rentrant en jeu en deuxième mi-temps d'un match de préparation au Championnat d'Europe 2010 des moins de 17 ans lors d'une défaite 5 buts à 0 face au Japon, le 28 août 2009. Elle côtoie notamment dans cette équipe - pourtant victorieuse, 2 jours plus tôt, de ces mêmes Japonaises (3-2) - sa future partenaire de l'ASJ Soyaux-Charente, Viviane Boudaud.
Laura ne sera plus appelée en sélection junior mais défendra à nouveau les couleurs de la France au Championnat du monde universitaire de futsal, en 2012 à Braga (Portugal). Elle y rencontre d'ailleurs sa future partenaire en Charente, Anaïs Dumont.

#### Avec la réserve de l'Équipe de France (2014)
En avril 2014, Laura Bourgouin est sélectionnée par Jean-François Niemezcki avec l'équipe de France B pour un stage et un match en Roumanie, organisés afin de faire une revue des joueuses susceptibles de rejoindre l'Équipe de France A dans le futur. On y trouve des joueuses comme Camille Catala, Caroline Pizzala, Kelly Gadea, Amel Majri ou encore Marion Torrent. Les Françaises remportent le match face à l'équipe première de Roumanie, 2 buts à 1, Laura entrant en jeu en début de seconde période.

## Statistiques et palmarès

### Palmarès
- Championne de France de Division 2 : 2025 (Olympique de Marseille)
- Vice-championne de France de Division 2 : 2010 (Le Mans UC 72)
- Finaliste de la Coupe de France : 2009 (Le Mans UC 72)
- Demi-finaliste de la Coupe de France : 2014 (ASJ Soyaux-Charente)
- Championne du monde militaire : 2016 (Équipe de France militaire)

### Statistiques
Le tableau suivant présente, pour chaque saison, le nombre de matchs joués et de buts marqués dans le championnat national, en Coupe de France (Challenge de France).
| Saison                | Club                  | Championnat           | Championnat | Championnat | Coupe(s) nationale(s) | Coupe(s) nationale(s) | Total | Total |
| Saison                | Club                  | Division              | M.          | B.          | M.                    | B.                    | M.    | B.    |
| 2006-2007             | Le Mans UC 72         | Division 2            | 7           | 3           |                       |                       | 7     | 3     |
| 2007-2008             | Le Mans UC 72         | Division 2            | 10          | 3           | 2                     | 1                     | 12    | 4     |
| 2008-2009             | Le Mans UC 72         | Division 2            | 21          | 8           | 6                     | 1                     | 27    | 9     |
| 2009-2010             | Le Mans UC 72         | Division 2            | 18          | 7           | 3                     | 1                     | 21    | 8     |
| 2010-2011             | Le Mans FC            | Division 1            | 18          | 0           | 2                     | 1                     | 20    | 1     |
| 2011-2012             | Le Mans FC            | Division 2            | 19          | 15          | 2                     | 2                     | 21    | 17    |
| 2012-2013             | Le Mans FC            | Division 2            | 22          | 17          | 2                     | 2                     | 24    | 19    |
| Sous-total            | Sous-total            | Sous-total            | 115         | 53          | 17                    | 8                     | 132   | 61    |
| 2013-2014             | ASJ Soyaux            | Division 1            | 21          | 8           | 3                     | 2                     | 24    | 10    |
| 2014-2015             | ASJ Soyaux            | Division 1            | 16          | 2           | 2                     | 2                     | 18    | 4     |
| 2015-2016             | ASJ Soyaux            | Division 1            | 19          | 10          | 1                     | 0                     | 20    | 10    |
| 2016-2017             | ASJ Soyaux            | Division 1            | 20          | 9           | 4                     | 2                     | 24    | 11    |
| 2017-2018             | ASJ Soyaux            | Division 1            | 21          | 5           | 3                     | 1                     | 24    | 6     |
| 2018-2019             | ASJ Soyaux            | Division 1            | 19          | 6           | 2                     | 0                     | 21    | 6     |
| 2019-2020             | ASJ Soyaux            | Division 1            | 15          | 2           | 1                     | 0                     | 16    | 2     |
| 2020-2021             | ASJ Soyaux            | Division 1            | 7           | 0           | 0                     | 0                     | 7     | 0     |
| Sous-total            | Sous-total            | Sous-total            | 138         | 42          | 16                    | 7                     | 154   | 49    |
| Total sur la carrière | Total sur la carrière | Total sur la carrière | 253         | 95          | 33                    | 15                    | 286   | 110   |